# Paranephrops zealandicus
Paranephrops zealandicus är en kräftdjursart som först beskrevs av White 1847.  Paranephrops zealandicus ingår i släktet Paranephrops och familjen Parastacidae. IUCN kategoriserar arten globalt som livskraftig. Inga underarter finns listade i Catalogue of Life.

## Bildgalleri

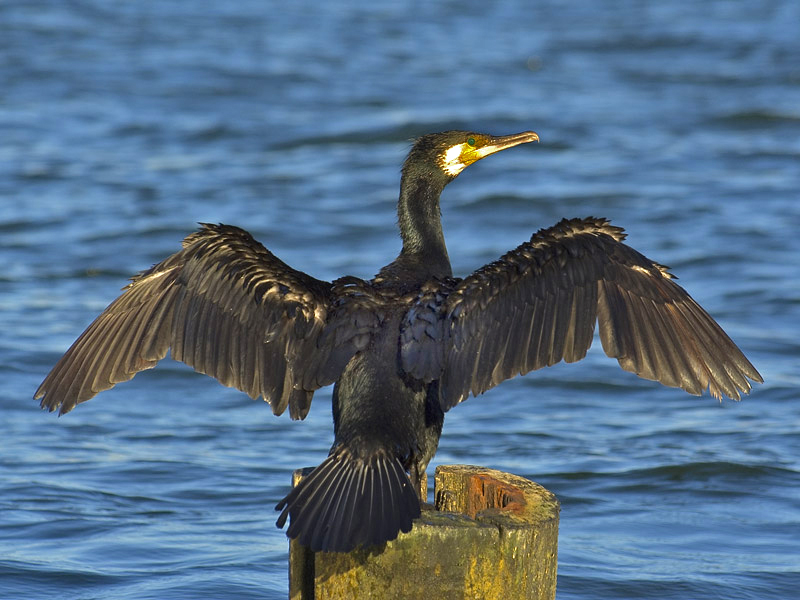